# Пильво (река, впадает в Татарский пролив)
Не путать с одноимённой рекой на Сахалине, впадающей в Сахалинский залив.
Пи́льво (Пилевка) — река на западе острова Сахалин.
Протекает по территории Смирныховского района Сахалинской области. Берёт начало на западном склоне центральной части Камышового хребта. Длина реки составляет 53 км. Площадь водосборного бассейна насчитывает 591 км². Общее направление течения реки с юго-востока на северо-запад, впадает в Татарский пролив.
Название в переводе с нивхского Пильдво — «большое селение».

## Данные водного реестра
По данным государственного водного реестра России относится к Амурскому бассейновому округу.
Код объекта в государственном водном реестре — 20050000212118300008445.